# Dickinson Richards
Dickinson Richards, né le 30 octobre 1895 à Orange dans le New Jersey aux États-Unis et mort le 23 septembre 1973 à Lakeville dans le Connecticut, est un médecin et physiologiste américain, récipiendaire du prix Nobel de physiologie ou médecine en 1956.

## Biographie
Dickinson Woodruff Richards Jr. fait ses humanités à l'université Yale de 1913 à 1917. Il rejoint l'armée durant la Première Guerre mondiale comme instructeur d'artillerie et part en France de 1918 à 1919. De retour dans son pays, il commence ses études de médecine au College of Physicians and Surgeons (en) de l'université Columbia dont il sort diplômé en 1923. Il travaille ensuite à l'hôpital presbytérien de New York sur la physiologie pulmonaire et circulatoire. Il entame à cette époque une collaboration avec André Frédéric Cournand du Bellevue Hospital sur les pathologies pulmonaires. En 1947, il devient professeur de médecine à Columbia et collabore avec la société Merck.
Il reçoit avec André Frédéric Cournand et Werner Forssmann le prix Nobel de physiologie ou médecine en 1956 pour ses travaux sur le cathétérisme cardiaque et la description de nombreuses pathologies du cœur.